# Kreis Saarburg
| Basisdaten                | Basisdaten                  |
| ------------------------- | --------------------------- |
| Bundesstaat               | Reichsland Elsaß-Lothringen |
| Bezirk                    | Lothringen                  |
| Verwaltungssitz           | Saarburg in Lothringen      |
| Fläche                    | 1009 km² (1910)             |
| Einwohner                 | 66.222 (1910)               |
| Bevölkerungsdichte        | 66 Einw./km² (1910)         |
| Gemeinden                 | 105 (1910)                  |
| Lage des Kreises Saarburg |                             |
|                           |                             |

Der Kreis Saarburg war von 1871 bis 1920 ein Landkreis im Bezirk Lothringen des Reichslandes Elsaß-Lothringen. Von 1940 bis 1944 war er unter dem Namen Landkreis Saarburg (Westmark) als Teil des im besetzten Frankreich errichteten CdZ-Gebiets Lothringen nochmals eingerichtet. Das Gebiet des Kreises liegt heute im Arrondissement Sarrebourg-Château-Salins des französischen Départements Moselle.

## Der Kreis Saarburg im Deutschen Kaiserreich

### Verwaltungsgeschichte
Nachdem Elsaß-Lothringen durch den Frankfurter Friedensvertrag an das Deutsche Reich gefallen war, wurde 1871 aus dem bis dahin französischen Arrondissement Sarrebourg der Kreis Saarburg gebildet. Der Kreisdirektor hatte seinen Sitz in der Stadt Saarburg in Lothringen. Damit gehörte der Kreis Saarburg zum Bezirk Lothringen im Reichsland Elsaß-Lothringen. Nach dem Ende des Ersten Weltkrieges wurde der Kreis 1918 von Frankreich besetzt, kam am 17. Oktober 1919 unter französische Verwaltung und gehörte mit dem Inkrafttreten des Versailler Vertrages am 10. Januar 1920 wieder als Arrondissement Sarrebourg dem französischen Staat an.

### Kreisdirektoren
1870–187200Emerich Karl Knebel
1872–187600Julius von Freyberg-Eisenberg (1832–1912)
1876–188200Bernhard Hartenstein
1882–188700Julius Siegfried
1887–188800Rabe (kommissarisch)
1888–189300Gustav Adolf von Liebenstein
1893–190300Ferdinand Freudenfeld
1903–191200von Kapherr
1912–191800Josef Krieger

### Kommunalverfassung
Zunächst galt auch zu deutscher Zeit das französische Gesetz vom 18. Juli 1837 über die Gemeindeverwaltung weiter. Zum 1. April 1896 wurde aber die bisherige Kommunalverfassung abgelöst und die neue Gemeindeordnung für Elsaß-Lothringen vom 6. Juni 1895 eingeführt. Sie galt für alle Gemeinden und unterschied nicht zwischen solchen mit ländlicher oder städtischer Verfassung.

### Einwohnerentwicklung
| Einwohner      | 1871   | 1890   | 1900   | 1910   |
| -------------- | ------ | ------ | ------ | ------ |
| Kreis Saarburg | 62.554 | 63.096 | 64.859 | 66.222 |

Gemeinden mit mehr als 2000 Einwohnern (Stand 1910):
| Gemeinde  | Einwohner |
| --------- | --------- |
| Dagsburg  | 3072      |
| Pfalzburg | 3798      |
| Saarburg  | 10.019    |
| Walscheid | 2032      |

### Gemeinden
Im Jahre 1910 umfasste der Kreis Saarburg 105 Gemeinden. Durch kaiserliche Verordnung vom 2. September 1915 erhielten 14 Orte einen amtlichen deutschen Namen, wobei meist auf historische Namensformen und Übersetzungen zurückgegriffen wurde.
| - Alberschweiler - Altlixheim - Angweiler - Arzweiler - Aspach - Avricourt (ab 1915 Elfringen) - Azoudange (ab 1915 Anslingen) - Barchingen - Bebing - Berlingen - Berthelmingen - Bettborn - Biberkirch - Bickenholz - Bisping - Brauweiler - Bruderdorf - Bühl - Burscheid - Dagsburg - Dann und Vierwinden - Dannelburg - Dianenkappel - Disselingen - Dolvingen - Dreibrunnen - Essesdorf | - Finstingen - Fleisheim - Foulcrey (ab 1915 Folkringen) - Fraquelfing (ab 1915 Frackelfingen) - Freiburg - Garburg - Germingen - Gondrexange (ab 1915 Gunderchingen) - Gosselmingen - Gunzweiler - Haarberg - Hangweiler - Harzweiler - Haselburg - Hattigny (ab 1915 Hattingen) - Heinrichsdorf - Helleringen - Heming - Heringen - Hermelingen - Herzing - Hessen - Hilbesheim - Hochwalsch - Hof - Hommartingen - Hommert | - Hültenhausen - Ibigny (ab 1915 Ibingen) - Imlingen - Kirchberg am Wald - Landingen - Laneuville bei Lörchingen (ab 1915 Neuendorf bei Lörchingen) - Langd - Langenberg - Lascemborn (ab 1915 Lassenborn) - Lixheim - Lörchingen - Lützelburg - Métairies-Sankt Quirin (ab 1915 Quirinsweiler) - Mettingen - Mittelbronn - Mittersheim - Moussey (ab 1915 Mulsach) - Neufmoulins (ab 1915 Neumühlen) - Niederhof - Niederstinzel - Niederweiler - Nitting - Oberstinzel - Pfalzburg - Postdorf - Richeval (ab 1915 Reichental) - Rieding | - Rixingen - Rodt - Rommelfingen - Saaraltdorf - Saarburg - Sankt Georg - Sankt Johann von Bassel - Sankt Johann-Kurzerode - Sankt Louis (ab 1915 Sankt Ludwig bei Pfalzburg) - Sankt Quirin - Schalbach - Schneckenbusch - Schweixingen - Türkstein - Waldenburg - Walscheid - Wasperweiler - Weckersweiler - Weiher - Weschheim - Wilsberg - Wintersburg - Zillingen - Zittersdorf |

## Der Landkreis Saarburg (Westmark) im Zweiten Weltkrieg

### Verwaltungsgeschichte
Im Zweiten Weltkrieg stand Elsaß-Lothringen von 1940 bis 1944 unter deutscher Besatzung. Während dieser Zeit bildete das Gebiet des Arrondissements Sarrebourg den Landkreis Saarburg. Zu seiner Verwaltung wurde ein deutscher Landkommissar in Saarburg eingesetzt. Das Kreisgebiet wurde nicht im völkerrechtlichen Sinne annektiert, sondern war Teil des CdZ-Gebiets Lothringen, das dem Gauleiter für den Gau Saarpfalz (ab 1942 Westmark) in Saarbrücken unterstellt. Ab dem 1. April 1941 wurde der Verwaltungschef wie im Deutschen Reich als Landrat bezeichnet. Zur Unterscheidung vom gleichnamigen Landkreis in der benachbarten preußischen Rheinprovinz wurde der Kreisname am 25. Januar 1941 in Landkreis Saarburg (Westmark) geändert. Während der Besatzungszeit waren folgende Landräte eingesetzt:

### Landkommissar
1940–999900Wilhelm Georg Walch (1903–1988) (kommissarisch)

### Landräte
1940–999900Wilhelm Georg Walch
1940–194100Schaeck
1942–194400Schlessmann
Zwischen November und Dezember 1944 wurde das Kreisgebiet durch alliierte Streitkräfte befreit und an Frankreich zurückgegeben.

### Kommunalverfassung
Ab 1. Januar 1941 galt für alle Gemeinden im Landkreis die Deutsche Gemeindeordnung vom 30. Januar 1935. Hierzu erging am 1. Februar 1941 eine Durchführungsverordnung, wonach aus mehreren Gemeinden Gemeinschaftliche Bürgermeistereien gebildet werden konnten. Am 1. April 1941 wurde die Kreisordnung für Lothringen vom 25. März 1941 eingeführt, wonach unter anderem die bisherigen Kantone aufgelöst wurden. Das Kreisgebiet war zuletzt in die Städte Finstingen, Pfalzburg und Saarburg (Westmark) und 53 weitere Gemeinden gegliedert. Diese Gemeinden bildeten je nach Größe eigene Ortspolizeibezirke oder waren zu Gemeinschaftlichen Bürgermeistereien zusammengefasst.

### Eindeutschung von Ortsnamen (1940–1944)
Nach dem 2. August 1940 galten die 1918 gültigen amtlichen deutschen Ortsnamen zunächst weiter.
Am 25. Januar 1941 wurden alle Ortsnamen endgültig in einer deutschen Fassung festgelegt, die teilweise von der im Jahre 1918 abwich, z. B.:
- Aspach: 1918 Aspach, 1941 Aspach bei Lörchingen
- Héming, 1918 Heming, 1941 Hemingen (Westmark)
- Hesse: 1918 Hessen, 1941 Hessen am Kanal
- Metting: 1918 Mettingen, 1941 Mettingen (Westmark)
- Sarrebourg: 1918 Saarburg, 1941 Saarburg (Westmark)